# Hadraule elongatula
Hadraule elongatula är en skalbaggsart som först beskrevs av Leonard Gyllenhaal 1827.  Hadraule elongatula ingår i släktet Hadraule och familjen trädsvampborrare. Inga underarter finns listade i Catalogue of Life.